# Сацебарон
Сацебаро́н (sacebaro) — термин, встречающийся в «Салической правде» и ряде франкских грамот VII в. Он мог означать:
- Знаток законов и обычаев, следящий за их соблюдением в суде графа;
- Королевский агент в графском суде для сбора судебных пошлин:
- Агент графа, собирающий судебную пошлину в пользу графа.

Название должности связано с германскими глаголами со значением «спорить, обвинять» (например, др.-в.-нем. sahhan «спорить, упрекать» и др.-в.-нем. sahha «спор, война, судебный процесс» и означает: «человек, связанный с судебный процессом» (иногда переводится, как «герольд»)).
В «Салической правде» сацебарон определялся, как «слуга короля» (лат. puer regis): как правило, это был лично несвободный человек, жизнь которого оценивалась в 300 солидов. В одном суде должно было быть не больше трёх сацебаронов. Термин рано исчезает из документов, и поэтому функции сацебарона до конца не ясны. Как указывает Д. Н. Егоров, эта должность, связанная со сбором судебных пошлин / штрафов, видимо, была выгодной, если число сацебаронов пришлось ограничивать.